# Juan García Carrés
Juan García Carrés (Portbou, Gerona, 4 de mayo de 1928-Madrid, 7 de noviembre de 1986) fue un dirigente del Sindicato Vertical durante el régimen de Francisco Franco, y estuvo implicado en el golpe de Estado del 23 de febrero de 1981, por el que fue condenado a dos años de prisión en concepto de autor de un delito de conspiración para la rebelión militar.

## Biografía
Nacido en la localidad gerundense de Portbou el 4 de mayo de 1928, siendo hijo y nieto de ferroviarios. Se licenció en derecho por la Universidad de Barcelona. Su padre fue Vicente García Ribes, expresidente del Sindicato Vertical de Transportes y considerado uno de los cerebros de la Matanza de Atocha. Llegó a formar parte del Colegio de abogados de Barcelona y fue jefe del Gabinete de Prensa y Difusión de RENFE.
Franquista de ideología «azul», hizo carrera en el Sindicato Vertical —donde llegaría a ser presidente del Sindicato Nacional de Actividades Diversas— y ejerció como procurador en las Cortes franquistas. Hombre de confianza del líder ultra José Antonio Girón de Velasco, llegaría a ser miembro de la Confederación Nacional de Excombatientes.
Durante la transición democrática se vio implicado en distintos casos de violencia de la ultraderecha, entre los que destacaron la matanza de Atocha de 1977, por la que fue llamado a declarar. A la salida de los juzgados declaró:

Estoy asombrado de lo que está pasando en España. Esto no es más que un estado de confusión. Los que hemos sido fieles a los juramentos que prestamos estamos sentados en una especie de banquillo, y los perjuros ocupan los altos cargos del poder. Objetivo de todo esto es desprestigiar a los que hemos tenido conciencia y ponernos de blanco como en un tiro de pichón. Así que los que nos han hecho venir a declarar aquí que respondan con sus conciencias de lo que nos pueda pasar.

### Golpe de Estado del 23-F
Participó en la preparación del golpe de Estado del 23 de febrero de 1981, en las reuniones previas de julio de 1980 con Antonio Tejero y Jaime Milans del Bosch, y adquirió los autobuses con los que los guardias civiles se desplazaron para asaltar el Congreso. Fue detenido el 24 de febrero y puesto a disposición judicial el 28, tras facilitar el Gobierno las conversaciones telefónicas mantenidas entre Carrés, Antonio Tejero, Milans del Bosch y otros. Durante el 23F facilitó la comunicación entre Tejero y Milans, animó a Tejero a sostener el asalto al Congreso de los Diputados, aseguró que el diario ultraderechista El Alcázar publicaría el día 24 un manifiesto de apoyo al golpe y aseguró a Tejero que se ocuparía de su familia en caso de un «desenlace fatal». En los interrogatorios policiales desmintió su vinculación con los golpistas. En las cintas grabadas por el propio Carrés también se encontraron conversaciones con Carlos Iniesta Cano, exdirector General de la Guardia Civil, y con José Antonio Girón, de la Confederación Nacional de excombatientes. Además de con la esposa de Tejero, Carres habló con el director de El Alcázar, Antonio Izquierdo.
También mantuvo conversación con una persona no identificada, a la que le leyó un manifiesto que iba a ser hecho público, bien en el Congreso de los Diputados, bien en algún medio de comunicación. La transcripción del manifiesto señala el siguiente texto:

Las unidades del Ejército y de la Guardia Civil que desde ayer están ocupando el Congreso de los Diputados a las órdenes del general Milans del Bosch, capitán general... [García Carrés comenta: «Eso de Milans del Bosch no sé si ... »] no tienen otro deseo que el bien de España y de su pueblo. No admiten más que un Gobierno que instaure una verdadera democracia. No admiten las autonomías separatistas y quieren una España descentralizada, pero no rota. No admiten la impunidad de los asesinatos terroristas, contra los que es preciso aplicar todo el rigor de la ley. No pueden aceptar una situación en la que el prestigio de España disminuye día a día [comentario de García Carrés: «Está bien hecho, ¿eh?»], no admiten la inseguridad ciudadana que nos impide vivir en paz. Aceptan y respetan al Rey, al que quieren ver al frente de los destinos de la Patria, respaldado por sus Fuerzas Armadas. En suma, quieren la unidad de España, la paz, orden y seguridad. ¡Viva España!

Sobre el futuro de Carrés, una vez que el golpe se ve fracasado, en una grabación del teniente general Iniesta Cano éste se interesa ante el director de Europa Press, Antonio Herrero Losada, el periodista exdirector de Pueblo, Emilio Romero, y el presidente del Colegio de Abogados de Madrid, Antonio Pedrol, por localizarle un abogado defensor.
Fue procesado por auxilio a rebelión militar por el Consejo Supremo de Justicia Militar, siendo el único civil acusado de participar en el golpe de Estado. Durante el juicio Carrés negó su participación en los hechos, se declaró "español falangista", "preocupado por los crímenes terroristas" y afirmó que no asistió a ninguna reunión preparatoria del golpe, y que su único contacto con Tejero y Milans del Bosch en los meses previos (de los que se declaró "muy amigo") fue para organizar una recogida de firmas al objeto de impedir que saliera adelante un proyecto de ley por el que, según él, se iba a eliminar el carácter militar de la Guardia Civil. El fiscal pidió doce años de prisión en el primer escrito de conclusiones, y diez años después. El Consejo Supremo de Justicia Militar lo condenó a dos años de cárcel, sentencia ratificada por el Tribunal Supremo el 28 de abril de 1983:

[Se condena a Juan García Carrés por un] delito de conspiración para la rebelión militar, en concepto de autor, previsto y penado en el artículo 291 del Código de Justicia Militar, a la pena de dos años de prisión, con la accesoria de suspensión de todo cargo público, profesión, oficio y derecho de sufragio con la misma extensión cronológica que la pena principal impuesta; todo ello con las consecuencias económicas a que se refieren los artículos 223 y siguientes del Código de Justicia Militar.

En noviembre de 1981, cuando ya estaba procesado, Garcia Carrés había ingresado en una clínica, dados sus trastornos cardiovasculares, falleciendo en su domicilio de Madrid el 7 de noviembre de 1986 de un ataque cardíaco a los 58 años de edad.